# Wijddraai
De Wijddraai (Fries en officieel: Wiiddraai) is een kanaal in de gemeente Súdwest-Fryslân in de provincie Friesland. 
De Wijddraai ligt op een kruising van watergangen bij Nijezijl. Bij de brug in Nijezijl gaat het in noordelijke richting verder als Wijmerts en in zuidelijke richting als de Wijde Wijmerts. In oostelijke richting gaat het in de stad  IJlst verder als de rivier Geeuw. De 800 meter lange Wijddraai maakt deel uit van de route van de Elfstedentocht.

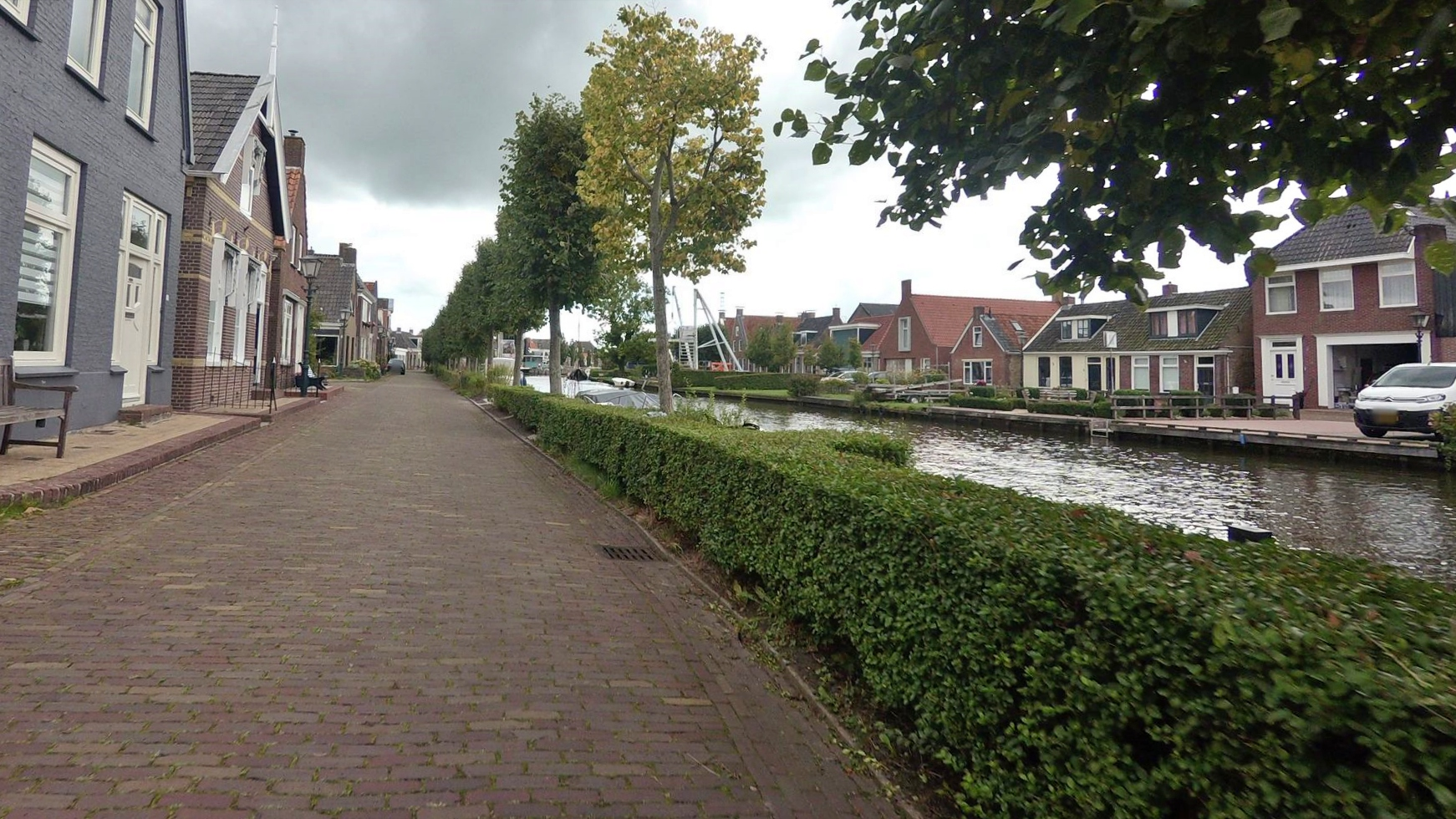
De Geeuw/Wijddraai langs de straat Zevenpelsen in IJlst

Zwette · Stadsgracht (Sneek) · Geeuw · Wijddraai · Wijde Wijmerts · Nauwe Wijmerts · Noorder Ee · Ee (Woudsend) · Slotermeer · Slotergat · Slotermeer · Luts · Van Swinderenvaart · Spookhoekstervaart · Rijstervaart · Oud-Karre · Johan Frisokanaal · Morra · Johan Frisokanaal · Noorderdijkvaart · Het Wijd · De Gronzen · Indijk · Zijlroede (Hindeloopen) · Oude Oostervaart · Dijkvaart · Horsa · Burevaart · Diepe Dolte · Workumertrekvaart · Het Kruiswater · Stadsgracht (Bolsward) · Witmarsumervaart · Harlingervaart · Bolswardervaart · Zuidoostersingel · Noordoostersingel · Noordergracht (Harlingen) · Van Harinxmakanaal · Sexbierumervaart · Noordergracht (Franeker) · Dongjumervaart · Ried · Berlikumerwijd · Moddergat · Wierzijlsterrak · Blikvaart · Zuidhoekstervaart · Ouwe Rij · Leistervaart · Finkumervaart · Dokkumer Ee · Het Kleindiep · Dokkumer Ee · Oudkerkstervaart · Murk · Ouddeel · Bonkevaart (finish)